# Phalaris paradoxa
Phalaris paradoxa là một loài thực vật có hoa trong họ Hòa thảo. Loài này được L. miêu tả khoa học đầu tiên năm 1763.

## Hình ảnh

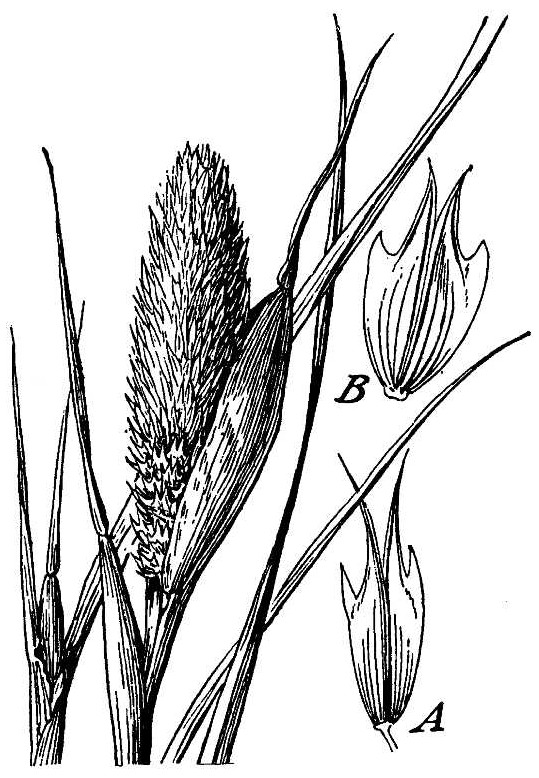
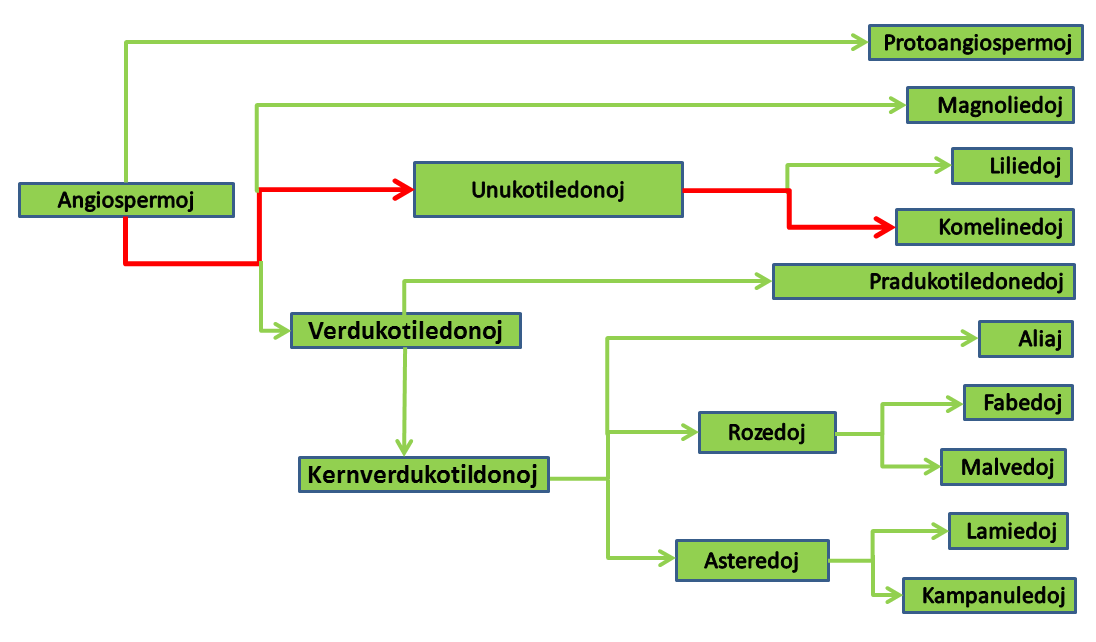
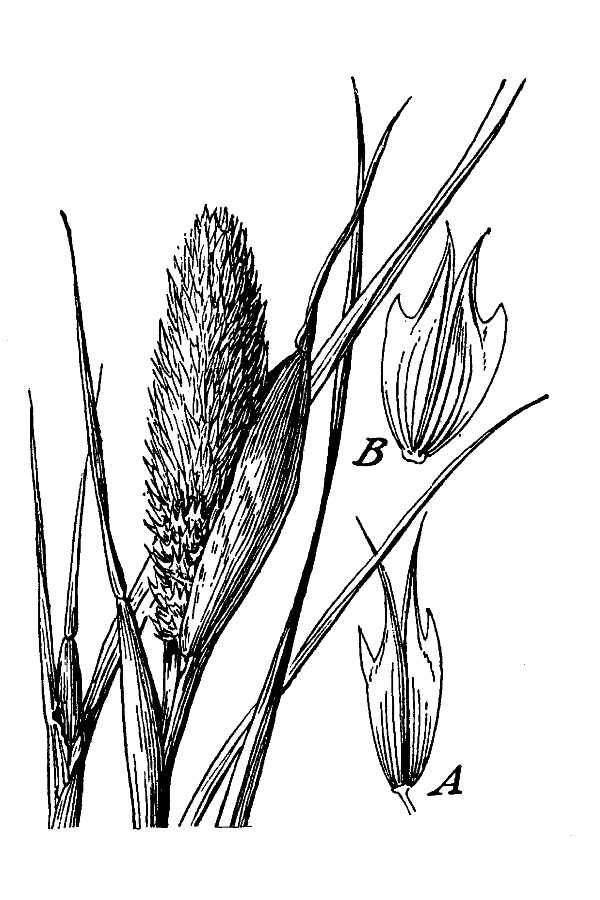